# Камбрія
Ка́мбрія (англ. Cumbria, МФА /ˈkʌmbriə/) — графство на північному заході Англії. Площа 6810 км².
Міста: Карлайл (адміністративний центр), Барроу, Кендал, Вайтгевен, Воркінгтон, Пенріт.
Особливості: атомні станції в Калдер Голі та Селлафільді (установка по переробці відходів).
Продукція: традиційну вугільну промисловість і чорну металургію міст на узбережжі замінили нові види промислового виробництва, включаючи хімічну промисловість, виробництво пластмас і електроніку; на півночі і півдні розташовані фермерські господарства, а Західне Камберлендське Фермерство є найбільшим сільськогосподарським кооперативом у країні.

## Географія
Загальна площа території 6768 км (3-е місце серед усіх церемоніальних графств Англії). На території графства знаходяться Камберлендські гори з найвищою горою Англії Скаффел і чотирма найбільшими озерами Англії — Віндермір, Алсвотер, Бассентвейт, Деруент-Вотер. На сході до графства належать західні схили Пеннінських гір.
На заході омивається Ірландським морем, включаючи затоки Солуей-Ферт (на півночі) і Моркам (на півдні).
У графстві є національний парк, на території якого є найвища гора Англії — пік Скаффел (978 м), а також гора Гелвелін (950 м), озеро Віндермір, найбільше в Англії (17 км завдовжки, 1,6 км завширшки), озера Дервентвотер і Алсвотер, півострів Фурнесс.

## Демографія
Населення 486 900 осіб (1991).